# Valchica
Valchica is een geslacht van rechtvleugeligen uit de familie krekels (Gryllidae). De wetenschappelijke naam van dit geslacht is voor het eerst geldig gepubliceerd in 1992 door de Mello.

## Soorten
Het geslacht Valchica  is monotypisch en omvat slechts de volgende soort:
- Valchica rinconensis (de Mello, 1992)